# 미란다 원칙
미란다 원칙( - 原則, 영어: Miranda warning, Miranda rights, Miranda rule)이란 수사기관(경찰, 검찰)이 범죄 용의자를 체포할 때 체포의 이유와 변호인의 도움을 받을 수 있는 권리, 진술을 거부할 수 있는 권리 등이 있음을 미리 알려 주어야 한다는 원칙이다. 1966년 선고된 미국 미란다 대 애리조나 판결(Miranda v. Arizona 384 U.S. 436)에서 유래한다. 얼 워런 대법원장은 미란다 원칙으로 유명하다.

## 유래
1963년 3월 미국 애리조나주의 피닉스 경찰은 히스패닉이자 멕시코계 미국인인 에르네스토 미란다(Ernesto Miranda)를 체포했다. 18세 소녀를 납치해 강간했다는 혐의로 경찰에 연행된 미란다는 그 소녀에 의해 범인으로 지목되었다. 미란다(Miranda)가 그의 집에서 체포되어 컁닉스 경찰서에 구류조치되었다. 거기서 목격자에 의해 미란다의 신원이 확인되었다. 경찰은 그를 수사과 조사실로 데려갔고 2명은 경찰관에게 피의자조사를 받았다.
2시간 후 그 조사관들은 심문실에서 미란다의 서명날인이 있는 자백이 적힌 진술서를 가지고 나왔다. 그 진술조서의 서두에는 그 자백이 협박이나 형 면제의 약속에 의한 것이 아니라, 자신의 법적 권리를 충분히 이해했으며 자기에게 불리하게 사용될 수 있다는 것을 인식하면서 진술한 임의성 있는 자백이라는 문장이 타이핑되어 있었다. 이 사건의 공판단계에서 자백이 기재된 진술조서가 변호인측의 반대에도 불구하고 증거로 채택되었으며, 조사 경찰관들은 그 자백이 피의자 신문 단계에서 얻은 구술자백이라고 증언하였다. 미란다는 납치와 강간에 대해 유죄가 인정되어 각각 징역 20년과 30년을 선고받았다. 애리조나주의 상소법원은 미란다의 헌법상 권리가 침해당하지 않았다며 원심을 인용하는 판결을 하였다.
이 판결은 미국 연방 대법원에서 파기되었다. 즉, 조사관들의 증언과 피고인의 법정진술을 토대로 볼 때 미란다는 변호인의 도움을 받을 권리가 경찰의 심문 중에 충분히 보장되지 못했으며 진술거부권도 여러 가지 면에서 효과적으로 보장받지 못했다는 것, 이러한 피의자에게 필요한 법적 권리 등을 고지하지 않았기 때문에 피의자 신문조서상의 자백은 증거로 쓰일 수가 없다고 한 것이다. 단순히 조서상에 피의자가 그의 법적 권리를 충분히 알고 있었다고 기재한 것만으로는, 피의자가 그의 헌법상 권리를 심사숙고해서 포기하였다고 볼 수가 없다고 한 것이다.
이와 같이 미국 연방 대법원에서는 미란다 사건을 계기로 경찰심문(Police Interrogation)을 받는 피의자는 진술을 거부할 수 있는 권리가 있다는 것, 경찰심문에 대한 자백이 법정에서 그 피의자에게 불리한 증거로 사용된다는 사실, 변호인과 상담할 권리가 있다는 것을 충분히 고지받아야 한다는 점을 명시하면서, 이것이 고지되지 않은 상태에서 이루어진 자백은 배제된다고 하여 이른바 미란다 원칙(Miranda Rule)이 성립되기에 이른 것이다. 그러나 이러한 미란다 원칙은 자백취득이 불가능해진다는 주장 등 여러 비판을 받아 약화되는 듯하였으나, 다시 자백을 유도한 제반사정을 종합적으로 판단하여 임의성의 존부를 실질적으로 판단하여야 한다는 움직임이 일어났다.
급기야 1968년 6월 19일 미국 의회는 범죄통제법을 성립시켜 '자백의 허용성 기준'을 정하였는바, 이는 미란다 원칙의 불이행이 자백의 임의성을 결정적으로 좌우하는 것이 아니라고 하면서, 종합적 사정에 비춰 본 '임의성 판단의 원칙'을 허용하였다.
이러한 미란다 원칙의 기원을 추적하여 보면 피의자의 인권보장을 위해 강제에 의한 자백의 증거능력을 부정하고자 했던 영국에서부터 비롯되었다고 볼 수 있겠는데 이 자백의 배제법칙이 미국에 계수되었고, 임의성과 관계없이 자백채취과정에 위법이 있으면 그 자백을 증거의 채택에서 배제하려는 경향이 성립되기에 이르렀다고 볼 수 있다.

## 일본-미란다원칙 경찰조사도중 체포로 정신병원이나 구치소로 이감되기전 이야기해야할 사항
→자세한 내용은 '묵비권' 참조
미합중국에서 확립한 미란다 경고이지만, 미국 이외의 선진국의 대부분에서도 같은 제도가 도입되고 있어 체포시에 고지를 실시하는 것이 경찰의 의무가 되고 있는 나라도 많다.또한 '미란다 경고'라는 호칭 자체는 미국 국내 제도의 명칭이기 때문에 국외에서는 사용되지 않지만, 각각의 국가에서 동일한 경고의 통칭으로서 사용되는 경우는 있다.미란다 경고가 의무화된 국가는 영국 호주 캐나다 뉴질랜드 등으로 알려져 있다.
또 영국에서는 과거에는 미국처럼 각지의 경찰에 따라 경고가 읽히는 내용이 달랐지만 1994년 법 개정으로 읽기 내용의 통일화가 이루어졌다.그 문면은 다음과 같다.
1. You do not have to say anything. (당신은 아무 말도 할 필요가 없다.)
2. But, it may harm your defence if you do not mention when questioned something which you later rely on in court. (단, 질문 받았을 때에, 후의 법정에서 당신이 의지하는 바와 같은 것을 말하지 않은 경우, 그것이 당신의 변호에 있어서 불리하게 될 가능성이 있다.)
3. Anything you do say may be given in evidence. (당신이 말하는 것은 그것이 무엇이든 간에 증거로 이용될 가능성이 있다.)

일본에서는 일본 헌법 제38조가 묵비권을 보장하고 있지만, 일본에는 미란다 경고에 상당하는 제도나 판례는 존재하지 않는다.헌법 제38조의 규정에 따라 형사소송법 제198조 2항은 조사 시 미리 묵비권을 고지하도록 하고 있지만 해당 고지의 의무가 생기는 것은 검찰관 검찰사무관 사법경찰직원이 조사할 때로 돼 있어 법률상 체포 시 경고를 줄 의무를 부과하는 규정은 없다.

## 입법례

### 미국
미국 제5차 헌법개정조항은 ‘누구도 형사소송에서 자신에게 불리한 증인이 될 것을 강요당하지 아니한다’고 규정하고 있다. 여기서 강제자백금지의 원칙과 불리한 진술강요금지의 원칙을 도출할 수 있다.
비자발적으로 또는 강요에 의하여 자백한 경우 이러한 자백은 법원에서 증거로 채택되지 않고, 자백이 임의적으로 행하여진 경우라도 경찰이 피의자에게 피의자의 권리를 통지하지 아니한 경우 그의 자백은 법정에서 증거로 채택되지 않는다는 원칙이다.
미란다의 원칙은 총 3가지이다.
당신은 묵비권을 행사할 수 있으며, 당신이 한 발언은 재판에서 불리하게 사용될 수 있습니다. 당신은 변호인을 선임할 수 있으며, 질문을 받을 때 변호인에게 대신 발언하게 할 수 있습니다. 만약 변호사를 쓸 돈이 없다면, 국선변호인이 선임될 것입니다. 이 권리가 있음을 인지했습니까?

#### 주요 판례

##### 당사자 적격
피고인은 당사자 적격이 있어야 배제를 주장할 수 있으므로 다른 피고인으로부터 미란다 원칙을 위반하여 얻어진 진술에 대해 미란다 고지 위반을 주장할 수 없다.

##### 탄핵증거로 사용가능
미란다 원칙을 위반하여 취득한 자백은 탄핵증거로는 사용할 수 있다.

##### 진술이 아닌 물적 증거의 경우
미란다 원칙을 위반한 진술을 기초로 하여 물적 증거를 취득한 경우에 물적 증거의 증거능력은 인정된다.

##### 미란다 고지 전 자발적인 자백의 경우
진술에 있어서도 미란다 경고 없이 피의자가 피의자의 집에서 자백을 하고, 다시 1시간 후에 경찰서에서 미란다 경고를 받은 후 상세한 자백을 한 경우에도 뒤의 자백은 앞의 자백 때문에 어쩔 수 없이 한 것이므로 독수의 과실에 해당되어 증거능력이 없다는 주장은 인정되지 않는다.

### 대한민국
미란다 원칙과 관련하여 대한민국에서는 헌법 제12조 제2항에서 ‘모든 국민은 고문을 받지 아니하며 형사상 자기에게 불리한 진술을 강요당하지 아니한다’고 하여 진술거부권을 명문으로 규정하고 있으며 2007년 형사소송법 개정시 제244조의3을 신설하여 검사 또는 사법경찰관은 피의자를 신문하기 전에 다음의 사항을 알려주도록 규정하였다.
- 일체의 진술을 하지 아니하거나 개개의 질문에 대하여 진술을 하지 아니할 수 있다는 것
- 진술을 하지 아니하더라도 불이익을 받지 아니한다는 것
- 진술을 거부할 권리를 포기하고 행한 진술은 법정에서 유죄의 증거로 사용될 수 있다는 것
- 심문을 받을 때에는 변호인을 참여하게 하는 등 변호인의 조력을 받을 수 있음

## 재판에서 사용

### 미국
- 체포된 피고인이 미란다 고지를 받은 후 침묵하였다는 것은 배심원으로 하여금 피고인에게 불리한 편견을 줄 소지가 있어 검사는 이 사실을 재판 중에 말할 수 없다. 단 이를 위반하여 항소하는 경우, 무해한 오류 심사기준을 사용하여 검사의 발언이 피고에게 해가 없었는지 판단한다.
- 피고인이 법정에서 증언을 하지 않는 사실로부터 피고인에게 불리한 추론을 하지 말 것을 판사는 배심원들에게 할 수 있다.

### 한국
미국에서 미란다 경고는 경찰이 경찰 구금 중인 범죄 용의자(또는 구금 심문에서)에게 묵비권과 사실상 자기 범죄로부터의 보호를 권고하는 일종의 통지입니다. 질문에 대한 답변을 거부하거나 법 집행 기관 또는 기타 공무원에게 정보를 제공할 권리가 있습니다. 1966년 미국 대법원의 미란다 대 애리조나 판결에서 이름을 따온 이 권리는 종종 미란다 권리라고 불립니다. 이러한 통지의 목적은 나중에 형사 절차에서 구금 심문 중에 한 진술의 증거 능력을 보존하는 것입니다. 이 아이디어는 예일 카미사르 법학 교수가 "미란다의 아버지"로 불렸던 것에서 비롯되었습니다.
"당신은 침묵을 지킬 권리가 있습니다." 묵비권을 선언할수있고 변호사를 선임할수 있습니다.
2024 평택 법원 2024 평택 법원 고합 284 사건
- 한국사례: 유아 성추행 누명으로 형사 경찰은 본인 환자본인의 동의없이 2023년 12월 10일 부터 6개월간 정신병원 강제입원을 명령하게되었다. 정신병원에 강제 입원으로 본인동의 없이 납치가 되었다. 인천계양구 작전동 정신병원으로 이송되었다. 구급차로 이동 도중 천국에 대한 노래를 들었다. 정신병원에서 15일 정도는 아무 이상없지 지냈다. 그러나 갑자기 CR(여성을 가두는 실험을 시작하며 문을 두드리는 시늉을 보였다.) 정신병원에 특수상 CR(특수 고문실) 에 경찰수사 전 8일동안 끈으로 묶이고 1평방 안에서 생활하다 경찰조사를 하였다. 거기다 끈으로 포박하고 귀저귀를 채우기 까지 하였다. 제12조 제2항에서 ‘모든 국민은 고문을 받지 아니하며 형사상 자기에게 불리한 진술을 강요당하지 아니한다’

- 경찰조사때 미란다원칙 변호사 고지를 실시하지 않았고 고문을 당했다 조사 경찰 조사 도중 엘리베이터에 아기에게 돈을준것이 아동학대 라고 경찰은 주장했으며 무죄추정 원칙을 어기고 마지막 공소장에 기소유예 처분을 집행유예 처분을 죄가 없음에도 선언하였다.

- 진술도중 고문을하게되면 증거능력이 없다 고문실시후 어린이 팬티에 정액이 묻힌사진을 보여주자 나는 범인이아니다. 나는 유아성추행을 하지 않았다고 진술하였다. 정신병원에 특수상 CR에 경찰수사전 8일동안 끈으로 묶이고 1평방안에서 생활하다 경찰조사를 하였다. 고문을 8일당했다 그러나 8일 고문후에도 내정액이 아니고 거짓진술을 하지 않았다. 고문을 8일동안 당했지만 거짓진술을 하지 않았다. 내정액이 아니고 유전자 검사요청후 정신병원 에서 검사와 정액검사 조건으로 정신병원 에서 퇴원 했습니다. 나는 죄가없고 진실을 고백했습니다 정액검사 완료후 범인과 일치하지 않는다 고백했습니다
- 그이전에 이수호 검사는 기소유예 처분을 내렸다. 기소유예 처분후 기록편철 처리를 하였다. 그리고 검사가 교체된후 구공판을 열게되었다. 아직도 사건은 재판중이며 재판결과 1심결과 집행유예 3년을 검사가 추정하였고 선고하였다.
- 검사에게 기소유예 이전 무혐의 처분을 이수호 검사가 준비하였다. 그러나 헌법재판소에서 기소유예 취소신청을 할수있었고 또 형사 재판에서 검사의 기소유예처분을 취소할수가 없다.
- 1심 결과 집행유예 3년이다. 2심 공판준비중이다.

경찰 경위님에게 진정서를 제출하였다. 소송 취하서류를 제출했다. 경찰은싸인을 하고 유아성추행 누명에대해 경찰이 검찰에게 고소하지 않았다고 해서 사건은 끝났다.

## 같이 보기
- 적법절차
- 대한민국 형사소송법 제72조 구속의 이유의 고지
- 대한민국 형사소송법 제244조의3 진술거부권 등의 고지
- 대한민국 형사소송법 제87조 구속의 통지

## 참고 문헌
- 금태섭, 디케의 눈, 궁리, 2008. ISBN 9788958201243
- 채한태, 채한태 헌법, 박문각, 2005. ISBN 89-414-0775-3
- 진술거부권 고지않은 조서의 증거능력, 안성수 대검 미래기획단 연구관 보관됨 2014-07-14 - 웨이백 머신
- 박승옥, 미란다 원칙, 미국 연방대법원 판례 시리즈, 법수레, 2010. ISBN 9788995769270
- 권영법, 자백과 묵비권, 그리고 미란다 판결, 세창출판사, 2015.